# Gattamelata
Erasmo da Narni, alias Gattamelata (Narni, 1370 – Padova, 1443. január 16.) itáliai zsoldosvezér (condottiere). Előbb Firenze, azután a pápa, végül a Velencei Köztársaság szolgálatában állva megszerezte a főkapitányi rangot. Képzett katonai stratéga volt, aki megvédte Velencét a Viscontiak támadásaitól, majd meghódította Veronát is.

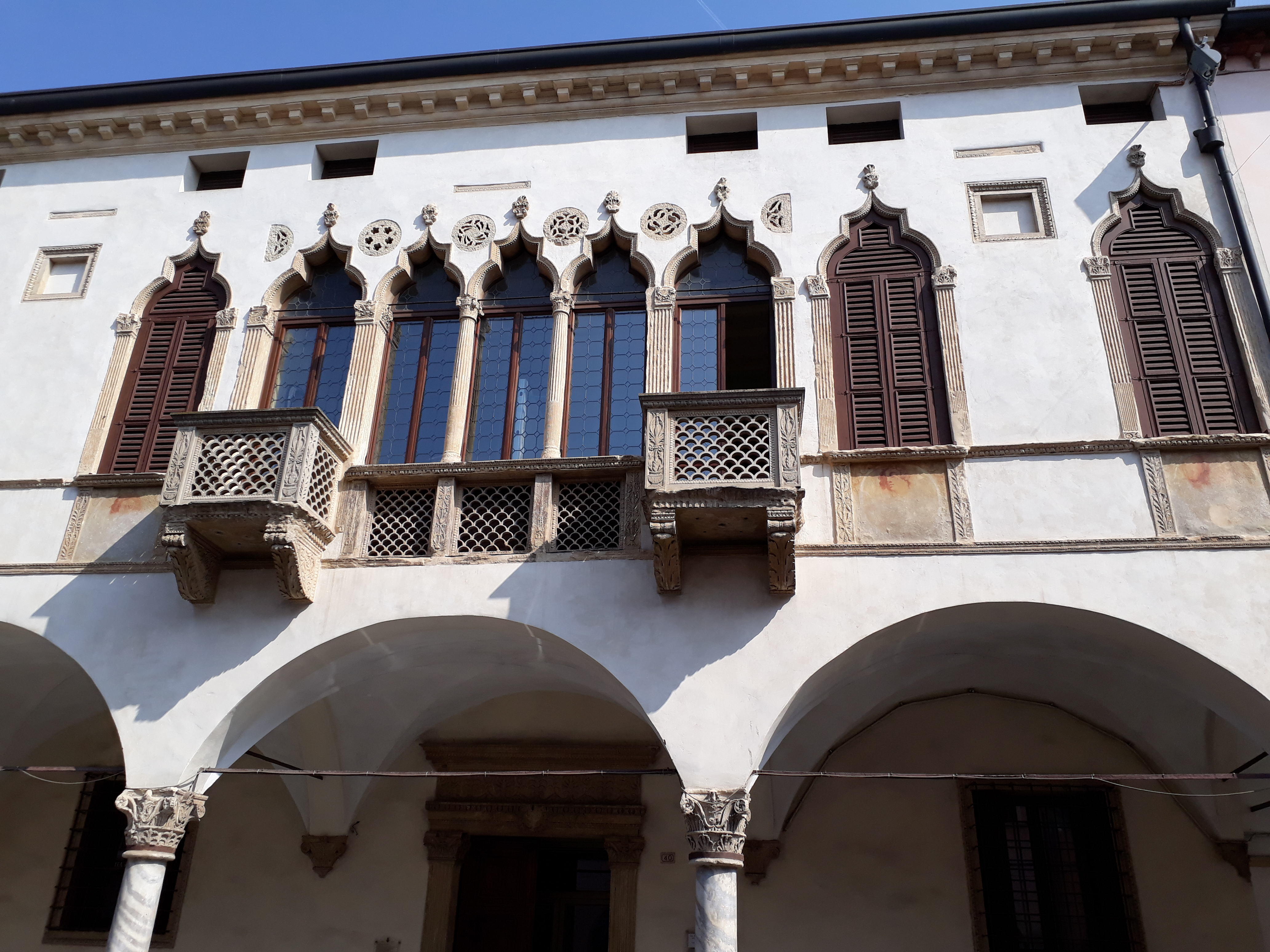
Montagnana, Magnavin-palota, Gattamelata állítólagos rezidenciája

## Életpályája
Erasmo da Narni 1370-ben Narniban, Umbria régióban született az apja szegénysorsú pék volt, Duesanti faluból (Todi), anyja Melania Gattelli, ugyancsak Todiból, valószínűleg ő adta Erasmo becenevét a Gattamelatát (Mézesmacska). Nyomorúságos körülményei közül szabadulandó, karrierjét a katonaélet legalsó szintjén, az assisi nemesúr, Ceccolo Broglia szolgálatában kezdte, mielőtt a barátjával Brandolini Conte Brandolinival Braccio Montone, az olasz quattrocento egyik legnagyobb zsoldosvezére seregébe nem szegődött, aki 1416-tól Perugia ura volt. Pályája során sok háborúban vett részt.
Braccióval részt vett Todi, Rieti, Narni, Terni és Spoleto elfoglalásában, és 1419-ben Viterbo ostromában, Muzio Attendolo ellen. A L’Aquila-i csatában (1424. június) Braccio seregét tönkreverték, őt magát is megölték, Erasmo a maradék csapattal Firenze szolgálatában maradt. 1427-ben V. Márton pápa felfogadta, hogy a Braccio da Montone által elfoglalt földjeit visszaszerezze. Città di Castello 1428-ban elesett, de Gattamelata a Pápai állam fellázadt északi városai, Imola, Forlì és Bologna leverésével volt elfoglalva. 1431-ben a Pápai állam főkapitányaként, Antonio Ordelaffi Forlìban kitört felkelését nyomta el. Leánya, Polissena 1432-ben feleségül ment Tiberto Brandolini condottieréhez, Gattamelata alvezéréhez. Főként a késedelmes zsoldfizetések miatt Erasmo 1434-ben a pápai szolgálatot elhagyta, és a Velencei Köztársaság zsoldjába állt. A milánói Filippo Maria Visconti elleni háborúban Bologna városát védte és Niccolò Piccinino ellen harcolt. Castelbolognesénél 1434. augusztus 28-án legyőzték, és a csatában ő is megsebesült. 1438-ban sikeresen megvédte Bresciát és Veronát a Visconti-ellenes manőverek során. Ezzel kivívta a velenceiek főkapitánya kinevezést. Mindazonáltal a következő évben Velence számos birtokát elveszítette, beleértve Legnago, Soave és végül magát Verona városát is. Ez a kudarc erős kritikákat eredményezett Gattamelatával szemben. A Köztársaság megbízta Francesco Sforzát, hogy Gattamelata ellen harcoljon, és Veronát 1439. július 9-én újra bevegye.
1440-ben, a Garda-tó partján, hajórajmustra közben Gattamelatát agyvérzés érte. Soha többé nem tudott teljesen felépülni, és nem vezetett többé hadjáratokat. 1443-ban Padovában halt meg. A Velencei Köztársaság megbecsülése jeléül beírta a nevét az Arisztokrácia Arany Könyvébe. Jellemző volt hosszú zsoldospályafutására címere, amely négy különböző formát öltött, de két motívumot mindig tartalmazott: három lósörényből vagy bőrből font hurok, meg egy macska. A Santa Maria Maggiore, a domonkosrendiek narni temploma szerint: a három kötél talán Gattamelata apjának foglalkozására utal.
Giovanni Eroli, Erasmo életrajzírója szerint a condottiere beceneve a „kedvessége nagy ravaszsággal párosul, amellyel a háborúban repül és fut, s ahogy csapdába csalja az ellenséget, bölcsen és mézes-mázosan beszél" jellemzéséből adódott.
Mások úgy vélik, hogy a becenév anyja, Melania Gattelli családnevéből származik.
Egy újabb kutatás szerint a Santa Maria Maggiore, a domonkosrendiek Narni-beli templomának címerállata egy mézszínű macska volt, amelyet hősünk a csaták során magára öltött.
Világszerte ismert Donatello róla  készített bronz lovas szobra, amelyet özvegye, Giacoma Bocarini Brunori eredetileg Leonessa városában állíttatott fel, ám jelenleg a padovai Szent Antal-bazilika közelében látható. A Narnia i genuit / Gattamelata fui (kb. Narni szülötte Gattamelata vala) latin mondat Gattamelata narni házának emléktábláján olvasható.

## Bibliográfia
- Antonio Menniti Ippolito: Erasmo da Narni, detto il Gattamelata, 1993
- Joachim Poeschke: Reiterbilder und Wertesymbolik in der Frührenaissance – Zum Gattamelata-Monument Donatellos, in: Joachim Poeschke, Thomas Weigel, Britta Kusch-Arnhold (kiadó), Praemium Virtutis III – Reiterstandbilder von der Antike bis zum Klassizismus. Rhema-Verlag, Münster, 2008, ISBN 978-3-930454-59-4
- Raphael Beuing: Reiterbilder der Frührenaissance – Monument und Memoria. Rhema-Verlag, Münster, 2010, ISBN 978-3-930454-88-4
- Atti del convegno: "La chiesa di Santa Maria Maggiore e i domenicani a Narni"  Narni, 2010, Morphema Editrice

## Fordítás
- Ez a szócikk részben vagy egészben  a   Gattamelata című olasz Wikipédia-szócikk ezen változatának fordításán alapul.  Az eredeti cikk szerkesztőit annak laptörténete sorolja fel. Ez a jelzés csupán a megfogalmazás eredetét és a szerzői jogokat jelzi, nem szolgál a cikkben szereplő információk forrásmegjelöléseként.
- Ez a szócikk részben vagy egészben  az   Erasmo of Narni című angol Wikipédia-szócikk ezen változatának fordításán alapul.  Az eredeti cikk szerkesztőit annak laptörténete sorolja fel. Ez a jelzés csupán a megfogalmazás eredetét és a szerzői jogokat jelzi, nem szolgál a cikkben szereplő információk forrásmegjelöléseként.